# ニーオーレスン

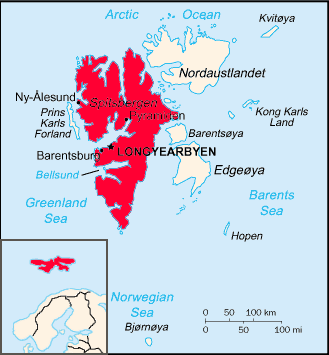
左上にニーオーレスン（Ny-Ålesund）

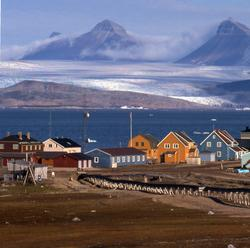
ニーオーレスンの夏

ニーオーレスン（Ny-Ålesund, 「新しいオーレスン」の意）は、ノルウェー領スヴァールバル諸島のスピッツベルゲン島にある町。民間人が定住する地としては世界最北に位置する。ニーオルスンとも表記される。

## 概要
1890年代からノルウェーによる炭鉱開発が進み、一時は炭鉱の町として栄えたが、1962年に21人の死者を出す事故が起こって炭鉱が閉鎖された。
その後町は研究者などに開放された。1980年代からは、ノルウェー人だけでなく世界中の研究者が極地科学や極地生態研究の世界的拠点として活用するようになった。現在はノルウェーのほか、日本、アメリカ、カナダ、イギリス、フランス、ドイツ、オランダ、フィンランド、デンマーク、アイスランド、ポーランドなどがニーオーレスンに研究所を設置している。日本は国立極地研究所がニーオルスン基地を設けている。
スヴァールバル諸島の中心は、同じスピッツベルゲン島内にあるロングイェールビーンで、トロムソと直行便で結ばれており、ニーオーレスンはロングイェールビーンから夏季のみ運行されるチャーター便で結ばれている。
定住者は研究者を除くと、基地の所有と管理を行っているノルウェー国営企業キングス・ベイ社の従業員がほとんどを占めている。人口は30人から35人で、夏には来訪者を迎えて約120人に増える。

### 沿革
- 1901年 - 最初の炭鉱が設置。
- 1916年 - 町に昇格。
- 1926年 - ロアール・アムンセンが北極点への飛行に出発。
- 1962年11月5日 - 21人の死者を出す炭鉱事故が発生。その後採炭は再開されず閉鎖。
- 1968年 - ノルウェーが調査基地を設置。

## 気候
6 - 8月の平均気温は2 - 5℃、その他の月では零下となる。月間降雪日数は6 - 8月が2 - 6日、残りの月では11 - 18日である。